# Smalbladige es
De smalbladige es (Fraxinus angustifolia) is een plant die behoort tot de olijffamilie (Oleaceae). De boom komt van nature voor in Zuid-Europa en van Noord- en Oost-Afrika tot in Iran. In Nederland wordt de boom sinds de negentiende eeuw aangeplant.
De smalbladige es kan in Nederland tot 15 m en elders tot 30 m hoog worden met een brede kroon. De diepgegroefde bast bestaat uit kleine schubben. 
De dunne twijgen zijn groengrijs en de knoppen donkerbruin. De donkergroene, oneven geveerde, 15-20 cm lange bladeren hebben negen tot dertien blaadjes, die 7-13 cm lang en 1-2 cm breed zijn. Ze verschijnen in april en mei. Alleen de cultivar F. angustifolia 'Monophylla' heeft geen samengesteld blad. Het blad krijgt een kenmerkende herfstkleur, die afhankelijk is van de cultivar.

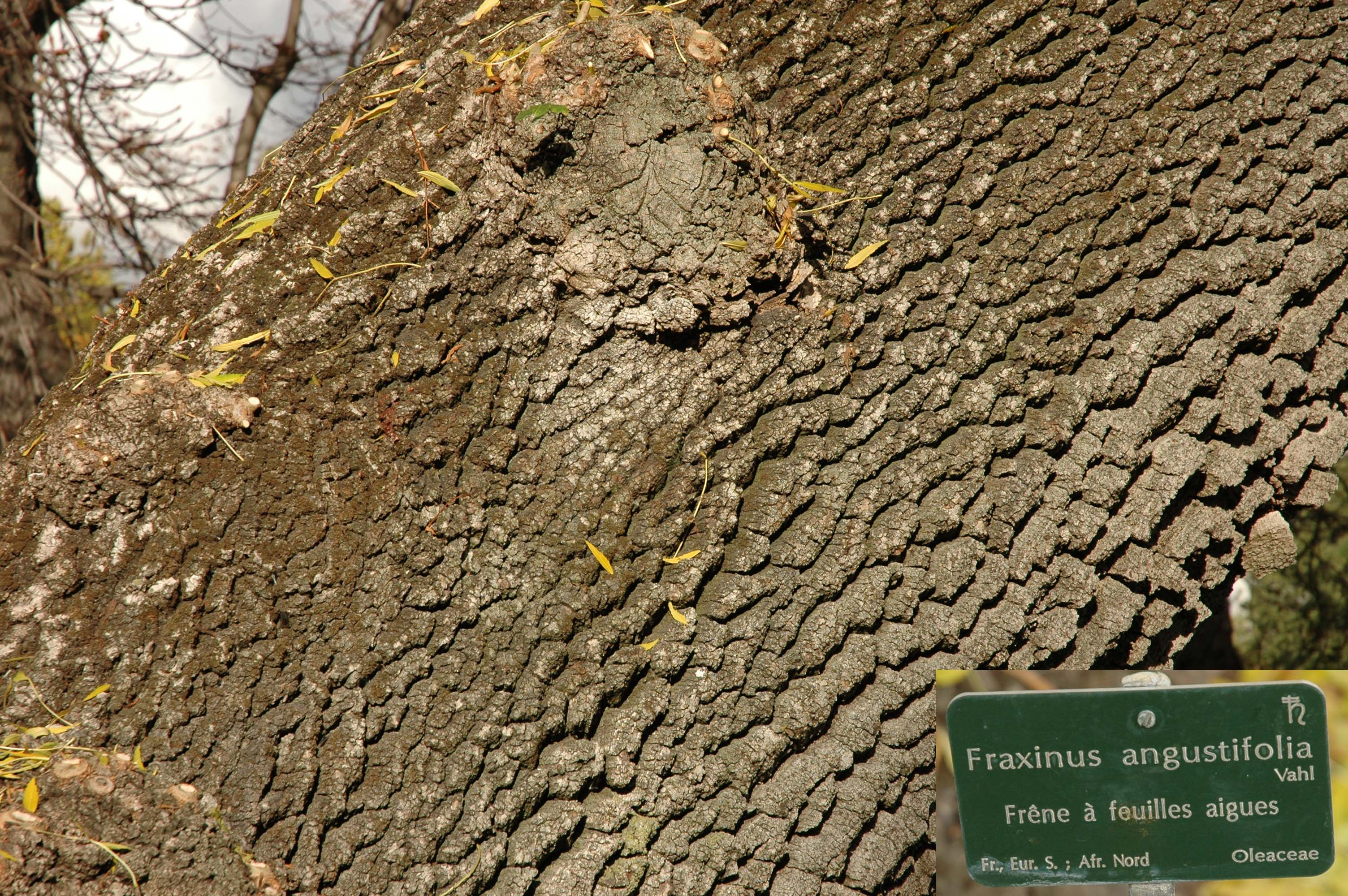
Bast
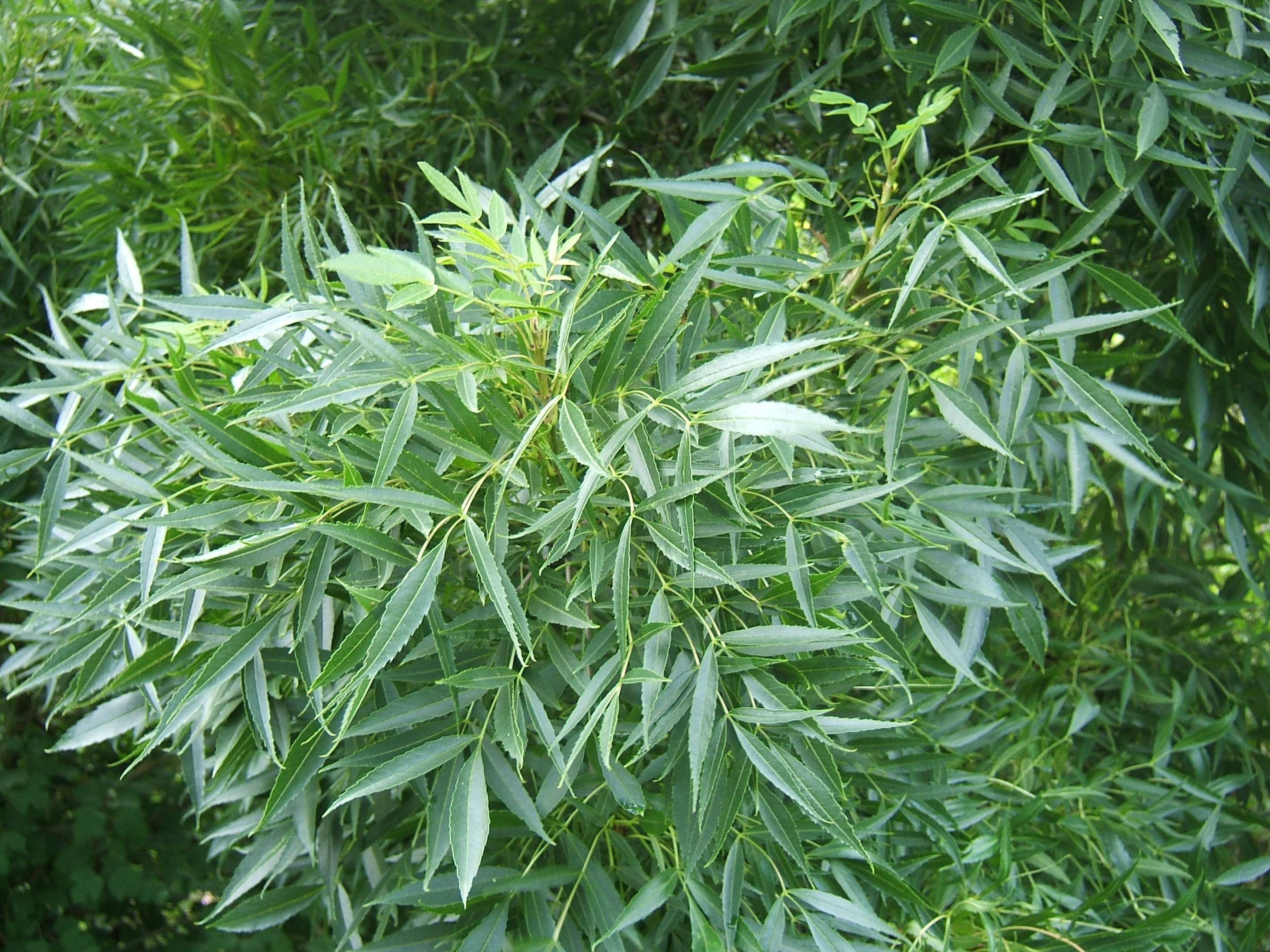
Bladeren
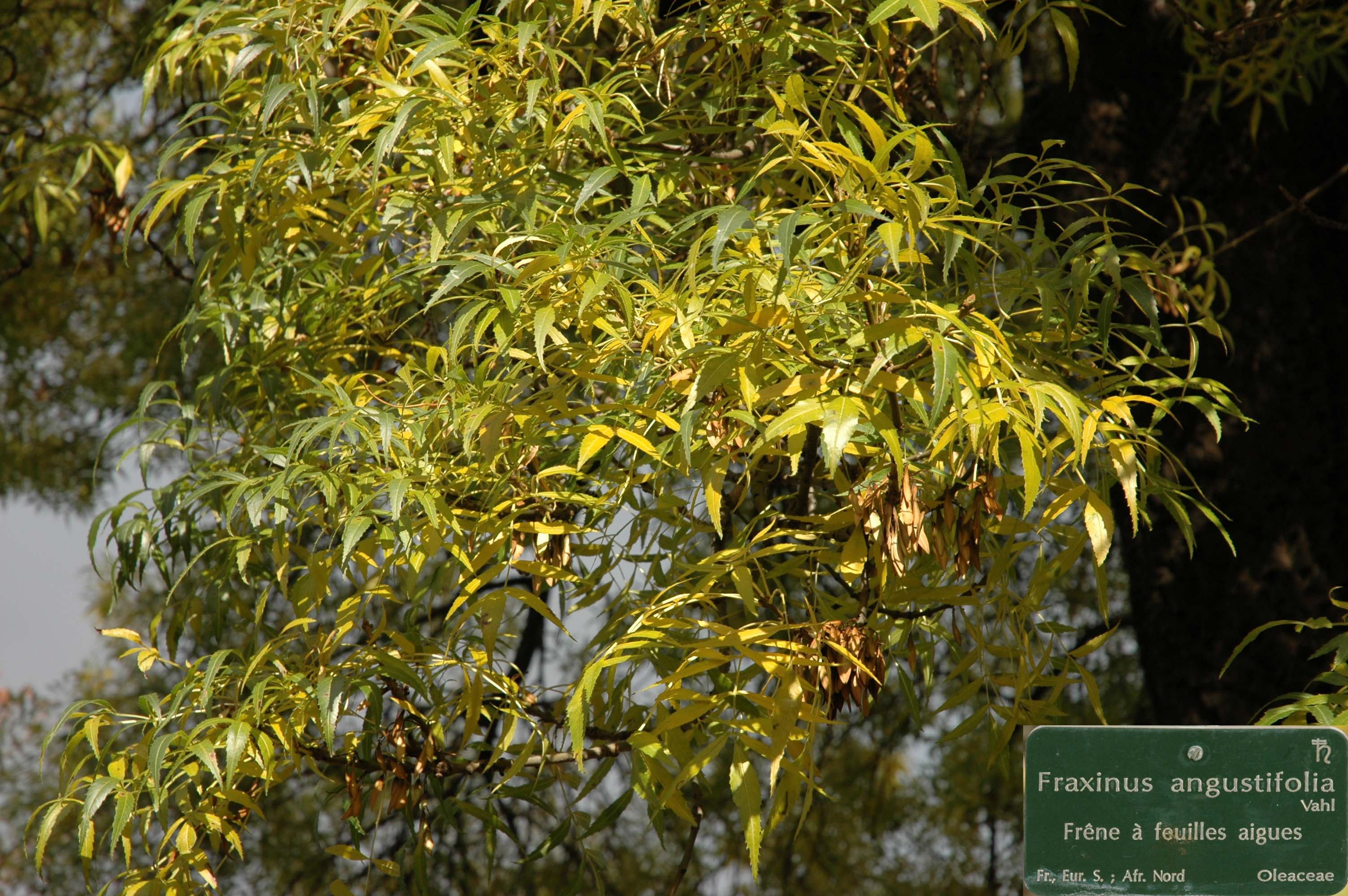
Bladeren in herfstkleur
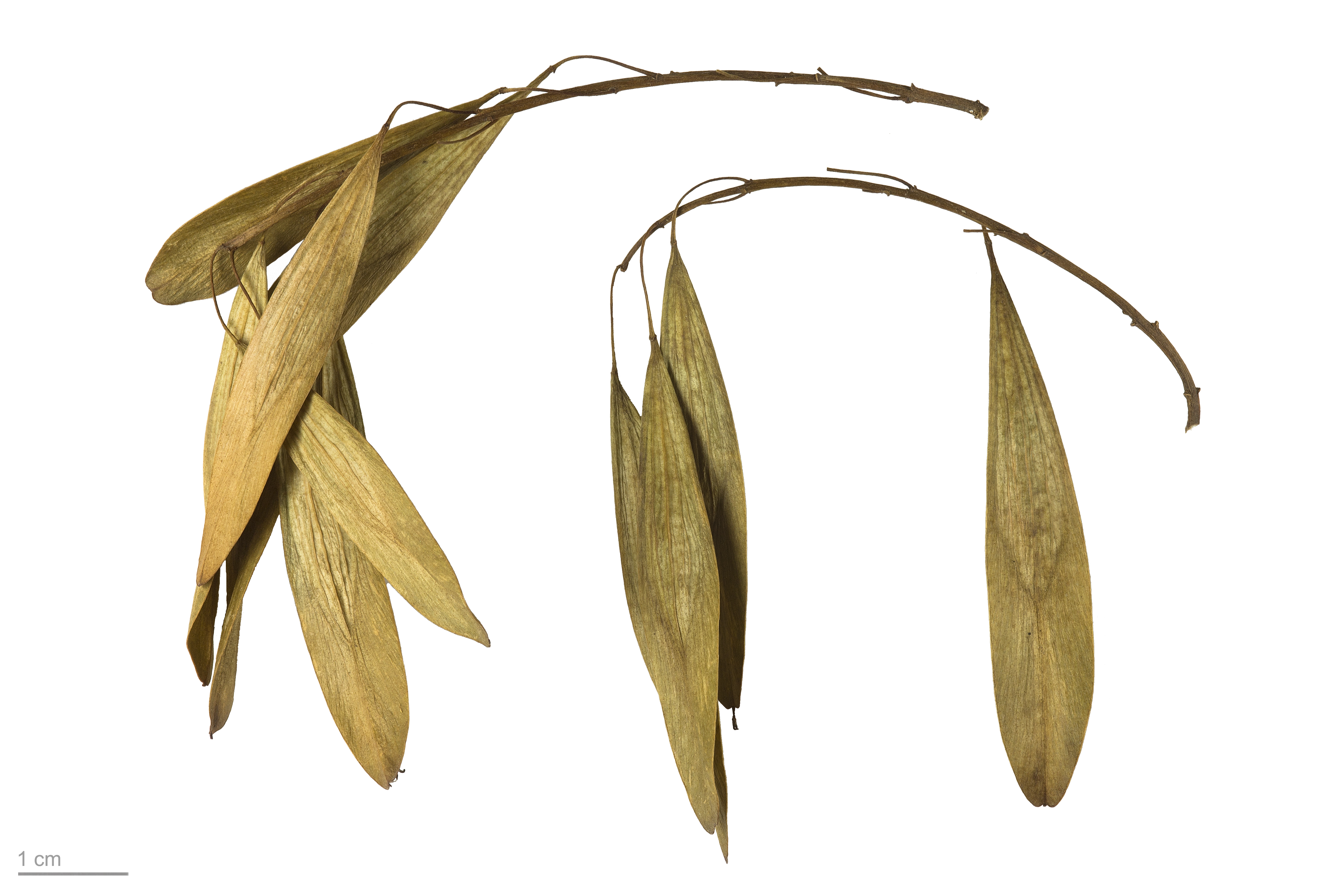
Vruchten

De smalbladige es is tweehuizig. De smalbladige es bloeit in april vóór het verschijnen van de bladeren met okselstandige bloeitrossen. Aan de bloemen ontbreken de kelk- en kroonbladen.
De vrucht is een 3-4 cm lange, gevleugelde dopvrucht met elliptische vleugels. Ze hangen bij de vrouwelijke cultivars in groepjes en zijn tot voor het afvallen van de bladeren groen; daarna worden ze bruin.

## Cultivars
Enkele cultivars zijn:
- F. angustifolia 'Elegantissima' heeft een gele herfstkleur en vormt geen vruchten.
- F. angustifolia 'Raywood' heeft een roodoranje tot violette herfstkleur en vormt geen vruchten.

## Namen in andere talen
- Duits: Schmalblättrige Esche, Quirl-Esche
- Engels: narrow-leaved ash, desert ash
- Frans: Frêne à feuilles étroites, Frêne du Midi, Frêne oxyphylle

... · 
F. angustifolia (Smalbladige es) · 
F. excelsior (Es) · 
F. mandshurica · 
F. ornus (Pluim-es ) ·
...